# Seisonkaku

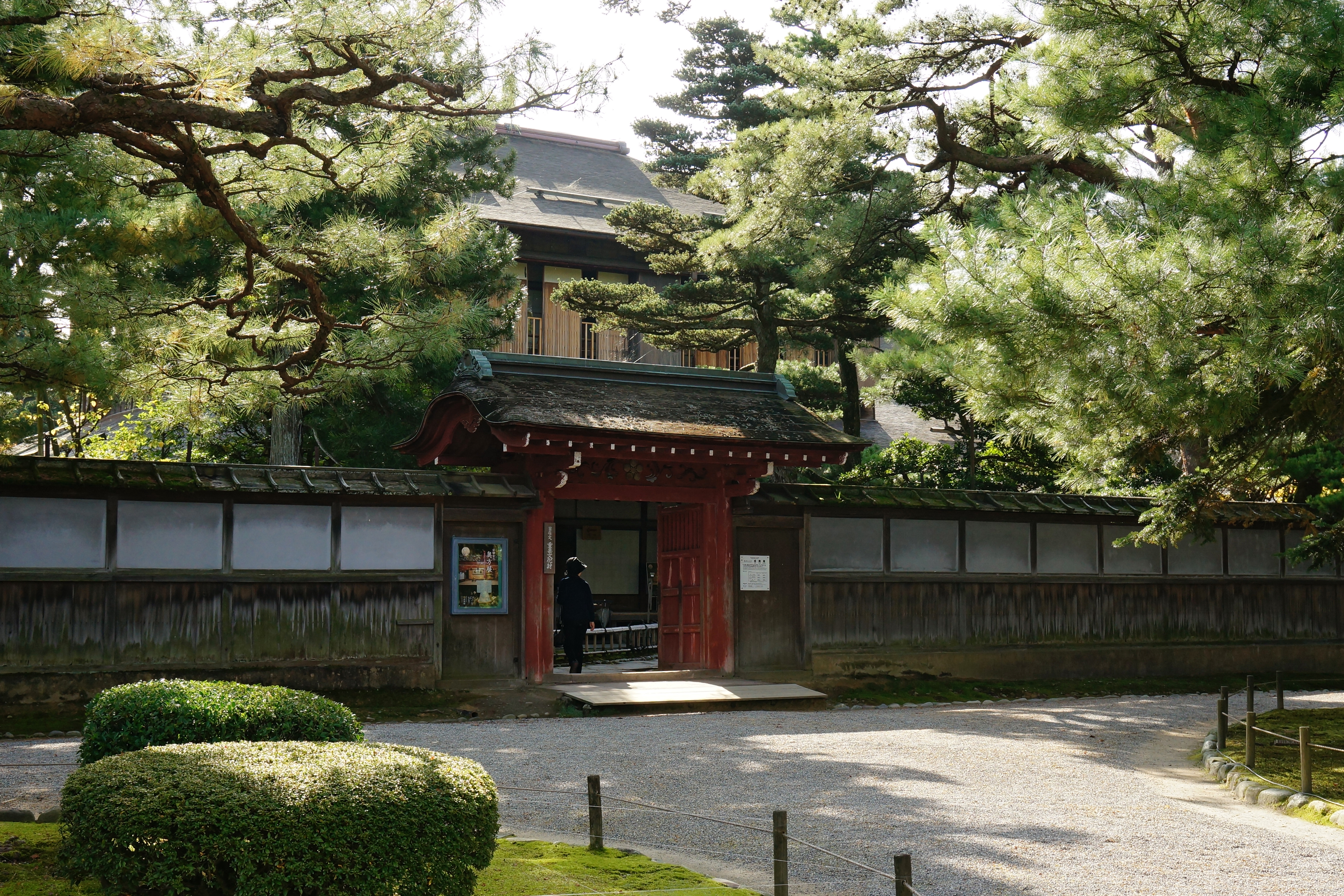
Akamon (la porte rouge).

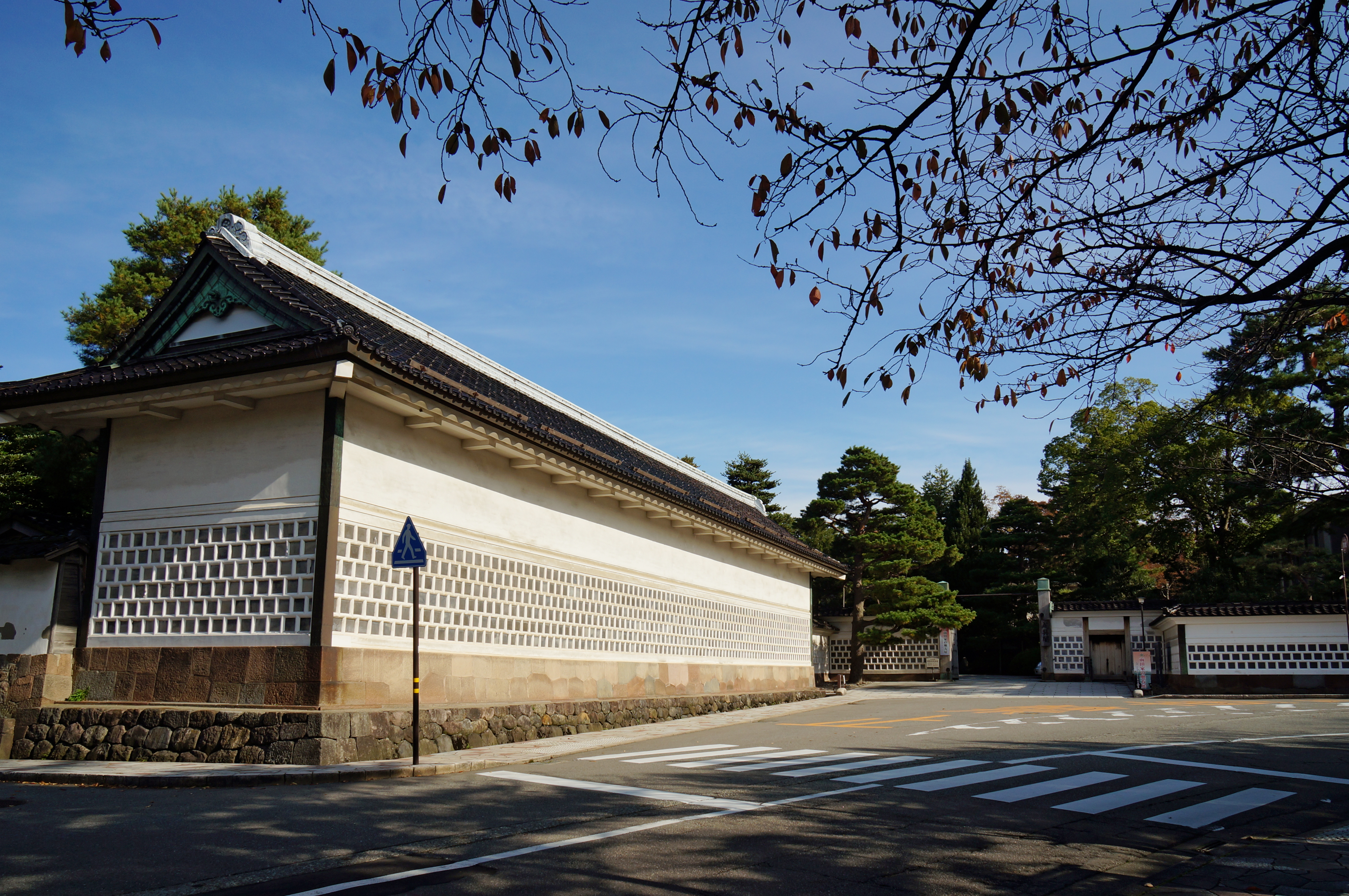
Tatsumi-nagaya et la porte principale

La Seisonkaku (成巽閣) est une villa japonaise dans la ville de Kanazawa de la préfecture d'Ishikawa au Japon, construite en 1863 par Maeda Nariyasu (1811-1884), 13e daimyo du clan Kaga comme maison de retraite de sa mère Shinryu-in (眞龍院). Une collection de ses effets personnels est présentée au public.
C'est l'un des rares bâtiments au Japon à exposer les possessions d'une famille de daimyos dans leur environnement d'origine. Le rez-de-chaussée est construit dans le style buke-shoin (武家書院), avec une chambre d'hôtes formelle ekken-no-ma (謁見の間) et un passage couvert traditionnel (engawa (縁側)) qui ouvre sur un beau petit jardin. La passerelle, nommée « couloir prêle » (つくしの廊下), est fameuse pour ses 20 m de long sans poutres soutenant le toit. Celui-ci est soutenu par un porte-à-faux qui s'étend sur 10 m à l'intérieur du bâtiment, innovation architecturale de l'ère Meiji. Le premier étage présente de nombreuses utilisations architecturales d'œuvres d'art, d'écrans peints et de portes à vitraux importés des Pays-Bas.
Le premier étage du bâtiment est décoré avec de forts tons rouges, bleus et violets dans le style sukiya-shoin (数奇屋風書院). Certains écrans shoji à l'étage possèdent des panneaux de verre importés des Pays-Bas, permettant la visualisation de la neige en hiver sans avoir à ouvrir les écrans.

## Source de la traduction
- (en) Cet article est partiellement ou en totalité issu de l’article de Wikipédia en anglais intitulé « Seisonkaku » (voir la liste des auteurs).